# Comuna de Gomunice
Gomunice (polaco: Gmina Gomunice) é uma gminy (comuna) na Polónia, na voivodia de Lodz e no condado de Radomszczański. A sede do condado é a cidade de Gomunice.
De acordo com os censos de 2004, a comuna tem 6001 habitantes, com uma densidade 95,9 hab/km².

## Área
Estende-se por uma área de 62,57 km², incluindo:
- área agricola: 57%
- área florestal: 34%

## Demografia
Dados de 30 de Junho 2004:
|                      | Total   | Total | Mulheres | Mulheres | Homens  | Homens |
| -------------------- | ------- | ----- | -------- | -------- | ------- | ------ |
|                      | pessoas | %     | pessoas  | %        | pessoas | %      |
| População            | 6001    | 100   | 3032     | 50,5     | 2969    | 49,5   |
| Densidade (pop./km²) | 95,9    | 100   | 48,5     | 48,5     | 47,5    | 47,5   |

De acordo com dados de 2002, o rendimento médio per capita ascendia a 1119,52 zł.

## Subdivisões
- Chruścin, Chrzanowice, Gertrudów, Gomunice, Karkoszki, Kletnia, Kocierzowy, Piaszczyce, Słostowice, Wąglin.

## Comunas vizinhas
- Dobryszyce, Gorzkowice, Kamieńsk, Kodrąb, Radomsko